# 查德·特魯希略
查德威克·A·“查德”特鲁希略（英語：Chadwick A. "Chad" Trujillo，1973年11月22日—），美国天文学家，從事對古柏帶及太陽系外部的研究，目前任職於亞利桑那州的北亞利桑那大學。
特魯希略於1995年從麻省理工學院取得物理學理學士學位，以及為TEP組織Xi支部的會員之一。2000年，他於夏威夷大學取得天文學博士學位，2000年至2003年为加州理工學院博士研究學者。2013年至2016年間任職於夏威夷的北雙子星天文台。現任教於北亞利桑那大學。
特魯希略發現了一些外海王星天體，計有：
- 小行星50000「夸欧尔」（與布朗共同發現）
- 小行星90377「塞德娜」（與布朗及拉比諾維茨共同發現），可能是首個已知的奧爾特雲內層天體。
- 小行星90482（與布朗及拉比諾維茨共同發現）
- 鬩神星（與布朗及拉比諾維茨共同發現）：比冥王星大的外海王星天體。

## 生平
特魯希略就读于伊利诺伊州橡树公园的Oak Park and River Forest High School(高中)。他于1995年获得麻省理工学院物理学B.Sc，是Tau Epsilon Phi习分会的成员，并于2000年获得夏威夷大学天文学博士学位。
2000年至2003年间，特魯希略是加州理工学院的博士后学者。2003年，他开始在夏威夷双子座天文台担任天文学家。
2013年，特魯希略成为双子座天文台自适应光学/望远镜部门的负责人，并一直持续到2016年。截至2016年，特魯希略是北亚利桑那大学天文学和行星科学系的助理教授。

## 外部連結
- 查德·特魯希略個人网页